# Ушастая круглоголовка
Уша́стая круглоголо́вка (лат. Phrynocephalus mystaceus) — вид ящериц из рода Круглоголовок семейства Агамовых.

## Внешний вид

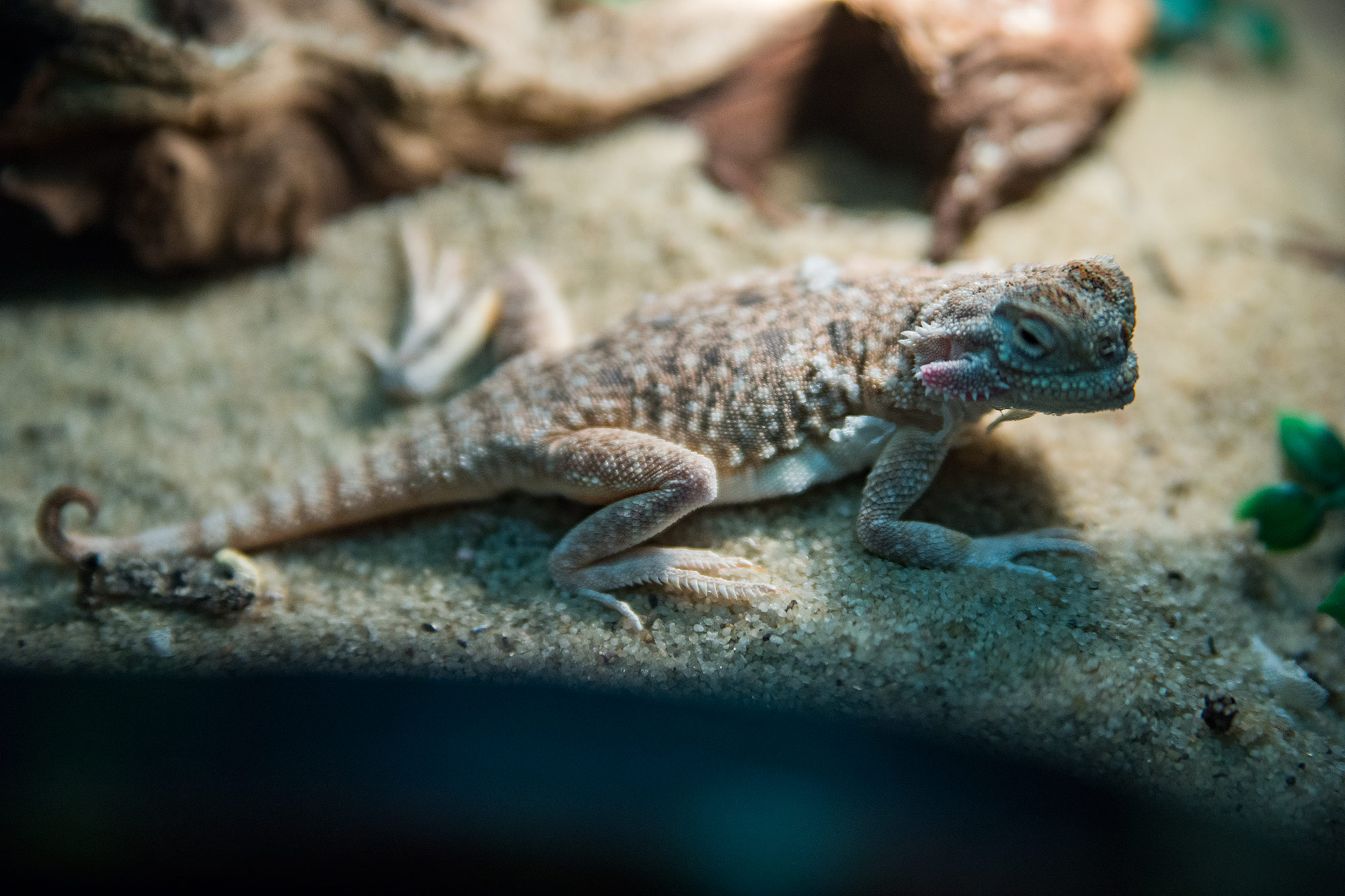
Ушастая круглоголовка в Московском зоопарке

Ящерица средней величины — длина тела достигает 11,2 см, масса — 42,5 г. Голова, туловище и хвост заметно приплюснуты. Передний край морды отвесно спускается к верхней губе, поэтому ноздрей сверху не видно. В углах рта расположены кожные складки — так называемые уши, которым это пресмыкающееся обязано своим видовым наименованием.
Тело сверху покрыто ребристой, килеватой чешуей. Его верхняя часть — песочного цвета с сероватым налетом. На этом фоне заметен сложный узорчатый рисунок из мелких темных линий, пятен и точек. Низ молочно-белый, на груди черное пятно. У молодых низ кремовый, без пятна. На горле может присутствовать темный мраморный рисунок. Хвост несколько уплощенный, с черным концом.

## Образ жизни
Обитает в местах с преимущественно голыми барханными песками. На склонах барханов роет норы в виде прямого хода с небольшим расширением в конце. Ближайшие окрестности защищает не только от особей своего вида, но и от других ящериц. Ночь нередко проводит вне норы, при преследовании зарываясь в песок быстрыми движениями туловища и ног. Когда укрыться от преследования невозможно, принимает устрашающую позу: напрягает тело, расставляет ноги, надувается и одновременно широко раскрывает пасть, слизистая оболочка рта наливается кровью и краснеет. Если не помогает, прыгает в сторону врага, иногда пускает в ход зубы.
Появляется после спячки с конца февраля по апрель. В зимние убежища прячется в октябре. Активна днём.
Питается в основном различными жуками и муравьями, а также гусеницами, термитами, осами, пчелами, клещами, пауками, мелкими ящерицами. Иногда кормится и цветами.

## Размножение
Первая кладка яиц в конце мая — начале июня, вторая — в конце июня — начале июля. Яйца самка откладывает в ходах норок или просто зарывает в песок. В одной кладке 3—6 яиц длиной 4,1—2,7 см. Молодые ушастые круглоголовки начинают появляться с конца июля. Половой зрелости достигают в конце второго года жизни.

## Распространение
Встречается на территории России (песчаные массивы в предгорном Дагестане, Калмыкии, восточной Чечне, на юге Астраханской области), в Казахстане, Туркмении, Узбекистане, в северо-западном Китае, в Иране и Афганистане. Популяции всегда привязаны к массивам подвижных песков.

## Подвиды
Делится на три подвида:
- Phrynocephalus mystaceus aurantiacaudatus Semenov & Shenbrot 1990
- Phrynocephalus mystaceus galli Krassowsky 1932
- Phrynocephalus mystaceus mystaceus Pallas 1776